# Бриндл, Уильям
Уи́льям Бриндл (англ. William Brindle; 24 мая 1853 — 16 сентября 1900) — английский футболист. Выступал за футбольные клубы «Дарвен» и «Блэкберн Олимпик», провёл 2 матча за национальную сборную Англии.

## Биография
Родился в Дарвене (графство Ланкашир) в семье отбеливателя бумажной фабрики. Играл за местные футбольные клубы, включая «Дарвен». В сезоне 1879/80 помог «Дарвену» выиграть первый в истории розыгрыш Большого кубка Ланкашира (в финале турнира «Дарвен» обыграл «Блэкберн Роверс» со счётом 3:0). В сезоне 1880/81 помог «Дарвену» выйти дойти до полуфинала Кубка Англии, где его команда проиграла клубу «Олд Картузианс», который в итоге и выиграл трофей. Дуглас Ламмингс описал Бриндла как «мощного сильного защитника и настоящую рабочую лошадку».
13 марта 1880 года дебютировал в составе национальной сборной Англии в матче против сборной Шотландии на стадионе «Хэмпден Парк» в Глазго, став первым игроком «Дарвена», сыгравшим за сборную Англии. Шотландцы одержали в той игре победу со счётом 5:4. 15 марта 1880 года провёл свою вторую игру за сборную Англии, на этот раз против сборной Уэльса на стадионе «Рейскорс Граунд» в Рексеме. В том матче англичане одержали победу со счётом 3:2. Согласно некоторым репортажам Бриндл забил первый гол англичан, однако согласно большинству отчётов первый мяч в матче был автоголом валлийца Гарри Хибботта. На 75-й минуте матча Бриндл получил травму спины и вынужден был покинуть поле. Замены тогда не были предусмотрены правилами, поэтому англичане доигрывали матч вдесятером. Получив численное преимущество после ухода с поля Бриндла, валлийцы забили два гола.
В середине 1880-х годов Бриндл выступал за другой ланкаширский клуб «Блэкберн Олимпик».
В 1890-е годы эмигрировал в США с женой и двумя дочерьми. Жил в Холиоке (штат Массачусетс), работал на местной бумажной фабрике. Умер в сентябре 1900 года в возрасте 47 лет.